# Josh Lewsey

a Compétitions nationales et continentales officielles uniquement.

b Matchs officiels uniquement.
Dernière mise à jour le 26 janvier 2017.
Owen Joshua Lewsey dit Josh Lewsey, né le 30 novembre 1976 à Bromley (Angleterre), est un joueur de rugby à XV anglais. Il compte 55 sélections en équipe d'Angleterre, évoluant au poste de centre ou d'ailier. Il a également joué au poste d'arrière lors de la coupe du monde 2003 avec le XV de la rose. En 2010, il figure sur la « Dream Team » européenne de l'European Rugby Cup (ERC), à savoir la meilleure équipe-type des compétitions des clubs européens au cours des 15 dernières années pour le poste d'ailier.

## Biographie
Josh Lewsey honore sa première cape internationale en équipe d'Angleterre le 20 juin 1998 contre l'équipe de Nouvelle-Zélande lors de la tournée d'été. Une grande partie de l'équipe anglaise déclare forfait pour la tournée désastreuse en Australie, Nouvelle-Zélande et en Afrique du Sud, connue comme la « tournée infernale » où l'Angleterre prend une correction 76-0 par les Wallabies,. En quatre matchs (Josh Lewsey dispute les trois derniers comme titulaire), les Anglais concèdent 198 points et en marquent 32, perdant donc 76-0 contre les Australiens, 64-22 et 40-10 contre les All Blacks et 18-0 contre les Springboks.
Josh Lewsey ne fait son retour dans la sélection nationale que trois ans plus tard lors de la tournée d'été de 2001 en Amérique du nord. Après cette seconde expérience, il ne devient pas titulaire pour autant et doit attendre deux nouvelles années avant de réintégrer le XV de la Rose. Il fait son retour à l'occasion du Tournoi des six nations 2003 pour lequel il dispute trois matchs en tant que titulaire. Cette année-là l'Angleterre réalise le Grand chelem. Dès lors il devient un titulaire indiscutable et il participe à la Coupe du monde à l'automne. Il y dispute cinq matchs dont la demi-finale contre la France et la finale contre l'Australie. Lors du match de poule contre l'Uruguay il marque un quintuplé. À l'issue du tournoi, il devient champion du monde et rentre dans l'histoire du rugby comme membre de la première équipe européenne à avoir décroché le titre mondial.
En août 2013, il est nommé directeur du rugby de la sélection galloise, Warren Gatland restant manager de l'équipe nationale.

## Palmarès

### En club
- Vainqueur du Championnat d'Angleterre en 2003, 2004, 2005 et 2008
- Vainqueur de la coupe d'Angleterre en 1999, 2000 et 2006
- Vainqueur de la coupe d'Europe en 2004 et 2007
- Vainqueur du challenge européen en 2003

### En équipe nationale
- Vainqueur de la Coupe du monde en 2003
- Finaliste de la Coupe du monde en 2007
- Vainqueur du Grand chelem en 2003

## Statistiques

### En équipe nationale
En neuf années, Josh Lewsey dispute 55 matchs avec l'équipe d'Angleterre au cours desquels il marque 22 essais (110 points). Il participe notamment à cinq Tournois des Six Nations et à deux coupes du monde (2003 et 2007) pour un total de onze rencontres disputées en deux participations,. 

### Avec les Lions britanniques
Josh Lewsey participe à une tournée avec l'équipe des Lions britanniques et irlandais, en 2005, durant lesquelles il dispute six rencontres. En particulier, il dispute trois test matchs contre la Nouvelle-Zélande. 

## En dehors des terrains
Josh Lewsey collecte des fonds pour une œuvre de charité, Help for Heroes, tout en tentant de gravir et d'atteindre le sommet de l'Everest. Il échoue dans sa tentative en raison d'un équipement d'oxygène défectueux à quelques centaines de mètres du sommet.